# Hanzeatisch-Engelse Oorlog

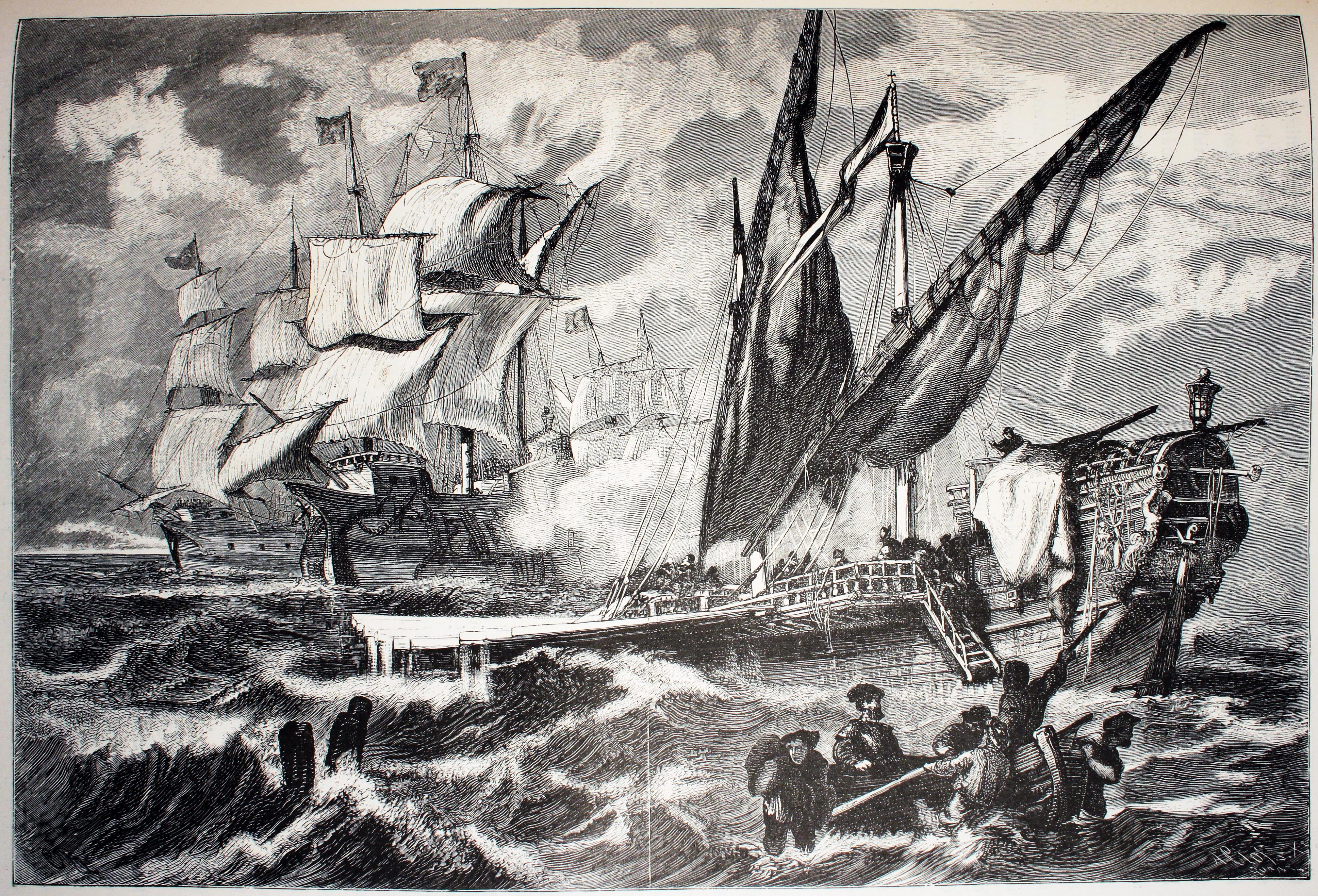
Illustratie uit 1882 die de marine van de Hanze voorstelt

De Hanzeatisch-Engelse Oorlog vond plaats tussen 1469 en 1474 en werd gevoerd tussen het verbond van Hanzesteden onder leiding van de Hanze-hoofdsteden Danzig en Lübeck en het Koninkrijk Engeland. Inzet was het gebruik van handelsroutes over zee voor transport van vooral ruwe wol, lakenstoffen en zout.

## Achtergrond
Al decennia lang werden Engelse koopvaardijschepen met geweld geweerd in de Oostzee door leden van het samenwerkingsverband voor handel, de Hanze. In 1437 kregen de Engelsen steun van de koning om handelswaar te verschepen via de Baltische Zee. Toen Hendrik VI van Engeland in 1447 alle eerder aan de Hanze verstrekte privileges introk en de eigen koopvaardij toestemming gaf om Hanzeschepen te beroven (kapen), wat ook snel gebeurde, was de maat voor de Hanze vol, maar onderhandelingen en afspraken konden het ergste voorkomen. Vanaf 1460 liepen de spanningen weer op, de plundering en verwoesting van het grote Hanzeterrein Stalhof aan rivier de Theems in Londen, in 1469, was de druppel die de emmer deed overlopen. De Hanze-bestuurders kwam bijeen in vergadering in Lübeck in april 1469 en ze besloten om een oorlog tegen Engeland te voeren. Dit was om meerdere redenen van belang voor de Lage Landen. Zo waren veel steden uit het hertogdom Gelre lid van de Hanze, het vervoer verliep via rivier de IJssel en de Zuiderzee of overland, deels via de oude herenwegen van de Romeinen. Verder waren de welvarende lakensteden in het Hertogdom Brabant afhankelijk van aanvoer van ruwe wol uit Engeland als grondstof voor de stoffen die ze vervaardigden, en van veilige handelswegen voor verkoop en vervoer van de vervaardigde lakenstoffen. Holland en Zeeland hadden net een uitputtende oorlog met de Wendiche Hanzesteden achter de rug en wilden rust op de handelsroutes.

## Oorlog
Lübeck, Danzig, Hamburg en Bremen namen de hoofdrol voor de Hanze op zich, terwijl Keulen, Wesel en Arnhem neutraal bleven. In de herfst van 1469 vertrokken de eerste Hanzeschepen naar Engeland. Hertog Karel de Stoute verleende aanvankelijk toegang tot zijn Noordzeehavens aan de kaperschepen van de Hanze, maar trok deze vergunning begin 1470 weer in. Inwoners van zijn grondgebieden kregen een verbod te werken op de Hanzeschepen en de gekaapte waar mocht niet verhandeld. De Hanze moest daarna haar schepen in Hamburg en andere thuishavens laten overwinteren voordat ze in het voorjaar weer over de Noordzee konden uitvaren. Danzig had het zwaarst te lijden onder de oorlog, terwijl Lübeck, onder leiding van burgemeester Hinrich Castorp relatief werd bespaard.
Engeland was militair en financieel aanzienlijk verzwakt door de Rozenoorlogen. Toen in de herfst van 1470 koning Eduard IV van Engeland vluchtte naar de Lage Landen, gaf Karel de Stoute, niet alleen Hertog van Bourgondië, maar onder andere ook graaf van Vlaanderen, Holland en Zeeland. de Hanzeschepen een jaar lang toegang tot zijn zeehavens. De Hanzeschepen veroverden niet alleen verschillende Engelse schepen, maar escorteerden Eduard bij zijn terugkeer naar Engeland in 1471. Na de terugkeer van Eduard in Engeland, werden de privileges voor de Hanzeschepen door Karel de Stoute opgezegd en verloren ze opnieuw de Vlaamse havens als uitvalsbasis.
Vanaf 1472 begonnen de Hanzesteden beter samen te werken. De doorbraak kwam toen de Danziger raadsheer Paul Beneke middels een kaperbrief toestemming kreeg op eigen risico oorlog te voeren, wat betekende dat hij eventuele verliezen zelf moest dragen en eventuele baten mocht behouden. Hij voer uit met de Peter von Danzig en veroverde onder andere in 1474 een onder Bourgondische vlag voor Engeland varend schip, de Thomas Portinari, met zeer waardevolle goederen aan boord zoals een groot schilderij dat de Vlaamse kunstschilder Hans Memling in opdracht voor de rijke De Medici familie uit Florence had vervaardigd. Verder werd onder zijn leiding de oostkust van Engeland geplunderd en verwoest.

## Vrede
Oorlogspartijen traden in diplomatieke onderhandelingen in Utrecht en werden het eens over de voorwaarden voor beeindigen van het geweld met de Vrede van Utrecht (1474). De Hanze kwam met de koning van Engeland overeen dat ze haar rechten en privileges in Engeland herwon, het Stalhof en het filiaal in Kings's Lynn terugkreeg en een schadevergoeding van £ 10.000 ontving, vergelijkbaar met circa 8 miljoen pond tegenwoordig.
1. ↑  De Hanze. Canon van Nederland. Gearchiveerd op 20 juli 2023. Geraadpleegd op 20 juli 2023.
2. ↑  De Wendische Oorlog: Holland tegen de Hanze. IsGeschiedenis (21 maart 2022). Gearchiveerd op 20 juli 2023. Geraadpleegd op 20 juli 2023.
3. ↑  Dit bevindt zich nu in het Nationale Museum in Danzig
4. ↑  (en) Archives, The National, The National Archives - Currency converter: 1270–2017. Currency converter. Gearchiveerd op 9 juli 2023. Geraadpleegd op 20 juli 2023.